# Mufulira Golf Club
De Mufulira Golf Club is een golfclub in Mufulira, Zambia.
Het is een 18-holes golfbaan met een par van 73 en het parcours is voor heren 6392 meter lang.
In 1974 ontving de golfclub voor de eerste keer het Zambia Open.

## Golftoernooien
- Zambia Open: 1974
- Mufulira Open: 1975, 1983 & 1984